# 黃魴鮄科
黃魴鮄科（學名：Peristediidae）為輻鰭魚綱鮋形目的其中一科，原屬牛尾魚亞目，現與角魚科一同撥歸鮋亞目。黃魴鮄科在ITIS及Nelson被歸入角魚科（Triglidae），但在FishBase及Eschmeyer則分開。

## 分類
黃魴鮄科下分5個屬，如下：

### 輪頭魴鮄屬（Gargariscus）
- 輪頭魴鮄（Gargariscus prionocephalus）：又稱波面黃魴鮄。

### 鬚魴鮄屬（Heminodus）
- 日本鬚魴鮄（Heminodus japonicus）(部分分類將本種列為菲律賓鬚魴鮄的同種異名)
- 菲律賓鬚魴鮄（Heminodus philippinus）

### 副半節魴鮄屬（Paraheminodus）
- 蒲原副半節魴鮄（Paraheminodus kamoharai）
- 寬頭副半節魴鮄（Paraheminodus laticephalus）：又稱寬頭紅魴鮄。
- 長吻副半節魴鮄（Paraheminodus longirostralis）
- 默氏副半節魴鮄（Paraheminodus murrayi）：又稱默氏擬角魚。

### 黃魴鮄屬（Peristedion）
- 高鰭黃魴鮄（Peristedion altipinne）
- 鈍頰黃魴鮄（Peristedion amblygenys）
- 安的列斯黃魴鮄（Peristedion antillarum）
- 髭黃魴鮄（Peristedion barbiger）
- 短吻黃魴鮄（Peristedion brevirostre）
- 大西洋黃魴鮄（Peristedion cataphractum）
- 盔黃魴鮄（Peristedion crustosum）
- 厄瓜多爾黃魴鮄（Peristedion ecuadorense）
- 細黃魴鮄（Peristedion gracile）
- 格雷黃魴鮄（Peristedion greyae）
- 細頭黃魴鮄（Peristedion imberbe）
- 光吻黃魴鮄（Peristedion liorhynchus）
- 長竿黃魴鮄（Peristedion longispatha）
- 朱黃魴鮄（Peristedion miniatum）
- 島棲黃魴鮄（Peristedion nesium）
- 黑帶黃魴鮄（Peristedion nierstraszi）
- 東方黃魴鮄（Peristedion orientale）
- 少鬚黃魴鮄（Peristedion paucibarbiger）
- 里氏黃魴鮄（Peristedion riversandersoni）
- 湯氏黃魴鮄（Peristedion thompsoni）
- 截尾黃魴鮄（Peristedion truncatum）
- 尖齒黃魴鮄（Peristedion unicuspis）
- 韋氏黃魴鮄（Peristedion weberi）

### 紅魴鮄屬（Satyrichthys）
- 菲律賓紅魴鮄（Satyrichthys clavilapis）
- 闊頭紅魴鮄(Satyrichthys laticeps)：又稱大頭紅魴鮄。
- 長頭紅魴鮄（Satyrichthys longiceps）
- 皮氏紅魴鮄 (Satyrichthys milleri)
- 摩鹿加紅魴鮄（Satyrichthys moluccense）：又稱三鬚紅魴鮄、三鬚平面黃魴鮄。
- 瑞氏紅魴鮄（Satyrichthys rieffeli）：又稱平面黃魴鮄。
- 魏氏紅魴鮄（Satyrichthys welchi）：又稱魏氏平面黃魴鮄。

### 叉吻魴鮄屬(Scalicus)
- 鬚叉吻魴鮄（Scalicus amiscus）：又稱鬚平面黃魴鮄。
- 狹角叉吻魴鮄（Scalicus engyceros）
- 吉氏叉吻魴鮄 (Scalicus gilberti)
- 褐緣叉吻魴鮄（Scalicus hians）
- 秀美叉吻魴鮄（Scalicus investigatoris）：又稱暗沙紅魴鮄。
- 東方叉吻魴鮄（Scalicus orientalis）：又稱佛氏紅魴鮄。
- 方吻叉吻魴鮄（Scalicus quadratorostratus）
- 鋸棘叉吻魴鮄（Scalicus serrulatus）